# Onix et Steelix
Onix (イワーク, Iwark, dans les versions originales en japonais) et son évolution, Steelix (ハガネール, Haganeil), sont deux espèces de Pokémon.
Issus de la célèbre franchise de médias créée par Satoshi Tajiri, ils apparaissent dans une collection de jeux vidéo et de cartes, dans une série d'animation, plusieurs films, et d'autres produits dérivés, ils sont imaginés par l'équipe de Game Freak et dessinés par Ken Sugimori. Alors qu'Onix fait sa première apparition au Japon en 1996, dans les jeux vidéo Pokémon Vert et Pokémon Rouge et appartient donc à la première génération de Pokémon, Steelix n'a été créé qu'avec la deuxième comme l'évolution d'Onix. Ils sont tous les deux du type sol, cependant le premier est aussi du type roche et le second du type acier et occupent les 95e et 208e emplacements du Pokédex national, l'encyclopédie qui recense les différentes espèces de Pokémon.

## Création
La franchise Pokémon, développée par Game Freak pour Nintendo et introduite au Japon en 1996, tourne autour du concept de capture et d'entraînement de 150 espèces de créatures appelées Pokémon, afin de les utiliser pour combattre des Pokémon sauvages et ceux d'autres dresseurs Pokémon, qu'il s'agisse de personnages non-joueurs ou d'autres joueurs humains. La puissance des Pokémon au combat est déterminée par leurs statistiques d'attaque, de défense et de vitesse et ils peuvent apprendre de nouvelles capacités en accumulant des points d'expérience ou si leur dresseur leur donne certains objets.

### Conception graphique
La conception d'Onix est le fait, comme pour la plupart des Pokémon, de l'équipe chargée du développement des personnages au sein du studio Game Freak. Leur apparence est finalisée par Ken Sugimori pour la première génération des jeux Pokémon, Pokémon Rouge et Pokémon Vert, sortis à l'extérieur du Japon sous les titres de Pokémon Rouge et Pokémon Bleu,. Steelix appartient à la seconde génération de Pokémon et apparait pour la première fois dans les versions or et argent.
Nintendo et Game Freak n'ont pas évoqué les sources d'inspiration de ces Pokémon. Selon les fans, l'apparence des deux Pokémon pourrait être basée sur un serpent et sur la créature légendaire, le Wyrm. Onix ressemble également à un collier.

### Étymologie
Onix et Steelix sont initialement nommés Iwark (イワーク, Iwāku) et Haganeil (ハガネール, Haganēru) en japonais. Ces noms sont ensuite adaptés dans trois langues lors de la parution des jeux en Occident : anglais, français et allemand ; le nom anglais est utilisé dans les autres traductions du jeu.
Nintendo choisit de donner aux espèces Pokémon des noms « astucieux et descriptifs », liés à l'apparence ou aux pouvoirs des créatures, lors de la traduction du jeu ; il s'agit d'un moyen de rendre les personnages plus compréhensibles pour les enfants, notamment américains. Iwark devient « Onix » en anglais, en allemand et en français et Haganeil est renommé « Steelix » en anglais et en français et « Stahlos » en allemand. Selon IGN et Pokébip, Onix vient de la pierre précieuse onyx,. Steelix serait un mot-valise composé du mot anglais « steel » (acier en français) et du mot « onyx ».

## Description
Ces deux Pokémon sont l'évolution l'un de l'autre : Onix évolue en Steelix. Dans les jeux vidéo, cette évolution survient en échangeant un Onix tenant une peau métal,.
Comme pratiquement tous les Pokémon, ils ne peuvent pas parler : lors de leurs apparitions dans les jeux vidéo tout comme dans la série d'animation, ils ne peuvent pas parler et ne sont seulement capables de communiquer verbalement en répétant les syllabes de leur nom d'espèce en utilisant différents accents, différentes tonalités, et en rajoutant du langage corporel.

### Onix
Onix ressemble à un serpent géant dont le corps est fait de rochers. Il passe l'essentiel de son temps à creuser et ses galeries peuvent être utilisées par les Taupiqueur et les Triopiqueur. En vieillissant, son corps se polit.

### Steelix
Steelix est un Pokémon de type sol et acier, il est de couleur gris et il prend l'apparence d'un gros serpent en fer. Steelix possède aussi une grosse tête avec de grosse dents, il fait de 8 à 10 mètres de longueur pour les plus grands Spécimens. Le dresseur Pierre de la série animé Pokémon en possède un. D'après le Pokédex, seuls les Onix âgés de plus de 100 ans parviennent à ce stade.
Méga-Steelix est un Pokémon de type sol et acier et on voit des cristaux voler autour de lui. Méga-Steelix vit sous terre mais plus profond encore que Onix. Apparemment, il a l'intention de creuser jusqu'au fond de la planète mais aucun n'a réussi. Celui qui a creusé le plus profond est arrivé jusqu'à 1 km de profondeur.

## Apparitions

### Jeux vidéo
Onix et Steelix apparaissent dans la série de jeux vidéo Pokémon. D'abord en japonais, puis traduits en plusieurs autres langues, ces jeux ont été vendus à plus de 200 millions d'exemplaires à travers le monde. Onix fait sa première apparition le 27 février 1996, dans les jeux japonais Pocket Monsters Aka (ポケットモンスター 赤, Poketto Monsutā Aka, Pocket Monsters Rouge) et Pocket Monsters Midori (ポケットモンスター 緑, Poketto Monsutā Midori, Pocket Monsters Vert) (remplacé dans les autres pays par la version Bleue). Depuis la première édition de ces jeux, Onix est réapparu dans les versions jaune, or, argent, cristal, rouge feu, vert feuille, diamant, perle, platine, noir 2 et blanc 2. Steelix fait sa première apparition le 21 novembre 1999, dans les jeux japonais Pocket Monsters Kin (ポケットモンスター 金, Poketto Monsutā Kin, Pocket Monsters Or) et Pocket Monsters Gin (ポケットモンスター 銀, Poketto Monsutā Gin, Pocket Monsters Argent). Mis à part à la première génération, où il n'était pas créé, il apparait dans les mêmes versions que son évolution.
Il est possible d'avoir un œuf d'Onix en faisant se reproduire deux Pokémon dont au moins un Onix ou un Steelix femelle. Cet œuf éclot après 5 120 pas, et un Onix de niveau 5 en sort. Onix et Steelix appartiennent au groupe d'œuf minéral et ont deux capacités communes « Tête de roc » et « Fermeté ». La dernière capacité est « Armurouillée » pour Onix et « Sans Limite » pour Steelix.

### Série télévisée et films
La série télévisée Pokémon ainsi que les films sont des aventures séparées de la plupart des autres versions de Pokémon et mettent en scène Sacha en tant que personnage principal. Sacha et ses compagnons voyagent à travers le monde Pokémon en combattant d'autres dresseurs Pokémon. Onix apparaît pour la première fois dans le tout premier épisode, Le Départ, de la série à la télévision de Sacha. Celui-ci combat son premier Onix à l'épisode Confrontation à Argenta contre Pierre. Il utilise son Pokémon jusqu'à la saison 5 où il laisse le Pokémon à l'arène d'Argenta à son frère Forest. Avec ce dernier, Onix évolue en Steelix. Steelix apparait également à l'épisode Rencontre pour un badge où il appartient à la championne d'arène Jasmine.

## Réception
Les lecteurs d'IGN ont élu Onix et Steelix, respectivement 97e et 80e des Pokémon les plus populaires. Jack présente Onix comme le premier obstacle si le joueur prend un Pokémon de type feu dans Pokémon Rouge et Bleu et qui ne ressemble pas à un simple caillou avec des bras. Audrey était sceptique à l'idée de l'évolution d'Onix, cependant, elle décrit Steelix comme « assez cool » et « assez bon pour [l']accepter comme une évolution légitime ».